# Phorocera
Phorocera är ett släkte av tvåvingar. Phorocera ingår i familjen parasitflugor.

## Bildgalleri

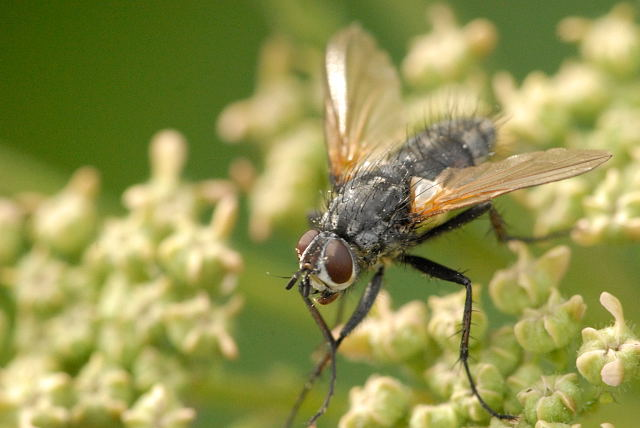

## Dottertaxa tillPhorocera, i alfabetisk ordning[1][2]
- Phorocera aequalis
- Phorocera amurensis
- Phorocera angustiforceps
- Phorocera apicalis
- Phorocera apricans
- Phorocera arborea
- Phorocera assimilis
- Phorocera atricans
- Phorocera auriceps
- Phorocera botyvora
- Phorocera calyptrata
- Phorocera chilensis
- Phorocera cirrata
- Phorocera clausa
- Phorocera compascua
- Phorocera convexa
- Phorocera crassipalpis
- Phorocera cylindrica
- Phorocera elisae
- Phorocera elongata
- Phorocera exigua
- Phorocera fera
- Phorocera flavifrons
- Phorocera flavipalpis
- Phorocera flavipennis
- Phorocera fusca
- Phorocera glabricula
- Phorocera gracilis
- Phorocera grandis
- Phorocera guianica
- Phorocera immaculata
- Phorocera limpidipennis
- Phorocera linearis
- Phorocera monensis
- Phorocera mucrocornis
- Phorocera muscaria
- Phorocera myoidea
- Phorocera negrensis
- Phorocera nigrifrons
- Phorocera nitens
- Phorocera normalis
- Phorocera obscura
- Phorocera pluto
- Phorocera rapida
- Phorocera rufipalpis
- Phorocera scutellaris
- Phorocera scutellata
- Phorocera sericea
- Phorocera setigera
- Phorocera slossonae
- Phorocera sobrina
- Phorocera tenuiseta
- Phorocera vagator
- Phorocera varicornis
- Phorocera webberi
- Phorocera velox
- Phorocera venusa
- Phorocera xanthura